# Сапоне (департамент)
Сапоне — департамент в провинции Базега, в центре государства Буркина-Фасо. Столица — город Сапоне. В 1996 году в департаменте проживало 50,541 человек, а в 2006 году 38,958 человек.

## Города и деревни
- Басемиам
- Сапоне
- Коакин